# Phorbia polystrepsis
Phorbia polystrepsis är en tvåvingeart som beskrevs av Fan, Chen och Ma 2000. Phorbia polystrepsis ingår i släktet Phorbia och familjen blomsterflugor.
Artens utbredningsområde är Qinghai (Kina). Inga underarter finns listade i Catalogue of Life.